# Винчанска дама
Винчанска дама је један од најпознатијих налаза винчанске културе. Откривена је 1929. године на дубини од 4,8 m.
Ова антропоморфна фигурина је израђена од печене глине и висока је 13,2 cm.
Винчанска дама представља жену на постољу, у седећем положају, петоугаоног лица и урезаних крупних очију и пластичног дугачког носа. Десна рука је савијена и положена на груди. На лицу, рукама и темену постоје перфорације.
Ваза се налази у Археолошкој збирци Филозофског факултета.